# شورلت کاوالیر
شورلت کاوالیر (Chevrolet Cavalier) خودرویی است که در سال‌های ۱۹۸۲ تا ۲۰۰۵تولید شده‌است. طراحی آن خودروهای موتور جلو-محور جلو بوده‌است.
کاوالیر از خودروهای جمع و جور تولید شده توسط شورولت است. کاوالیر که جایگزین شورولت مونزا بود، دومین خط مدل شورلت بود که از دیفرانسیل جلو استفاده کرد.